# 克萊恩-萊文症候群
克萊恩-萊文症候群（英語：Kleine-Levin syndrome，简称KLS），又名睡美人症候群（英語：Sleeping Beauty syndrome）或复发性嗜睡症，是一種不常見的睡眠障碍，特徵是持續的陣發過度嗜睡症及認知或情緒變化。許多患者會有食量變大、性慾亢進，或是其他症狀；患者往往會反覆發作症狀長達十年以上，且日後可能會再發。患者一次發病會持續一週以上，有時候會持續一個月以上，發病會影響到患者私生活、職業表現和社交生活。個別患者的症狀嚴重程度和病程各有不同，患者往往會在十年內發作 20 次以上，每次發作可能會間隔好幾個月。患者称，他们对所有事失去注意力，对声音和光非常敏感。女性患者中有部分会产生抑郁
症狀常在病毒感染後出現，有數種已知特定病毒會觸發此症候群。診斷僅能透過排除其他相似的疾病來確知，可以用核磁共振成像、電腦斷層掃描、腰椎穿刺、毒理試驗（Toxicology tests）幫助排除其他病症的可能性。目前其病理機制目前尚不明朗，但據信很有可能跟丘腦有關係，單光子電腦斷層掃描（SPECT）顯示患者在發病期間有丘腦供血不足的狀況。
克萊恩-萊文症候群非常罕見，一百萬人裡大約只會有一人，導致研究只能歸納出先天上的因素。主要患病的是青春期的男性，女性也可能患病但患病年紀各有不同。目前尚無已知療法，也缺少藥物治療的證據。病例報告指出，有些患者服用鋰後，發病降低、縮短發病長度及發病的間距時間，研究指出，興奮劑可以用來弱化嗜睡症狀，但無助於認知症狀或縮短發病長度。克萊恩-萊文症候群的命名來由是基於威利·克萊恩（Willi Kleine）與馬克斯·萊文（Max Levin），因為他們在20世紀初期做出此症的描述，而一直到 1990 年，國際睡眠疾患分類才收錄了此症候群。

## 外部連接
- The KLS Foundation （页面存档备份，存于）
- KLS Support UK
- KLS Life （页面存档备份，存于）
- Kleine-Levin syndrome | Mayo Clinic Connect （页面存档备份，存于）
- 美國國家神經疾病及中風研究院上有關kleine_levin的資料